# Zrínyi utca (Budapešť)
Zrínyi utca je ulice v hlavním městě Maďarska, Budapešti. Leží v samotném středu města, v pátém obvodě. Směřuje od dunajského břehu k Svatoštěpánskému náměstí a tvoří jeho přirozenou osu. Časopis Architectural Digest ji zařadil mezi jednu z 27. nejkrásnějších ulic na světě.

## Název
Ulice je pojmenována podle šlechtického rodu Zrinských.

## Historie
V souvislosti s šířením Pešti směrem na sever do lokality Lipótváros zde byla naplánována pravoúhlá uliční síť. Jednotlivé domy začaly vznikat v posledních desetiletích 18. století. Zástavba byla realizována ve směru od Svatoštěpánské katedrály postupně k dunajskému břehu. To bylo proto, že blíže k němu stály ještě některé objekty (tabákové sklady), s jejichž odstraněním se počítalo. V roce 1837 se objevila na historické mapě Budapešti pod německým názvem Alser Gasse. Svůj současný název získala nejspíše někdy po roce 1848. Na počátku 20. století se počítalo se rozšířením Svatoštěpánského náměstí (maďarsky Szent István tér) o jeden blok domů blíže k Dunaji, ale toto nakonec nebylo uskutečněno, neboť plány přerušila druhá světová válka.

## Doprava
Ulice má díky svému významu (stojí v ose Svatoštěpánská baziliky) mimořádný význam a je uzavřena pro automobilovou dopravu a funguje jako pěší zóna.

## Významné objekty
- socha policisty
- Festetics palota
- Škola Józsefa Általánose Hilda
- Palác Gresham
- Maďarský dům
- Dunajský palác (maďarsky Duna palota)